# 根热寺
根热寺，又译“贵热寺”，位于西藏自治区拉萨市尼木县续迈乡河东村，是一座藏传佛教寺院。

## 简介
根热寺位于尼木县境内。该寺为赛尊喇嘛于公元924年创建。相传，该寺建成后，仲敦·嘉瓦穹乃曾为其举行开光典礼。